# Patinação de velocidade em pista curta nos Jogos Olímpicos de Inverno de 2018 - 1000 m masculino
A prova de 1000 m masculino da patinação de velocidade em pista curta nos Jogos Olímpicos de Inverno de 2018 foi disputada na Arena de Gelo Gangneung, localizada na subsede de Gangneung nos dias 13 e 17 de fevereiro.

## Medalhistas
| Ouro   | CAN Samuel Girard      |
| Prata  | USA John-Henry Krueger |
| Bronze | KOR Seo Yi-ra          |

## Recordes
Antes desta competição, os recordes mundiais e olímpicos da prova eram os seguintes:
| Tipo | Atleta         | Tempo        | Local          | Data                    |
| ---- | -------------- | ------------ | -------------- | ----------------------- |
|      | Hwang Dae-heon | 1:20.875 min | Salt Lake City | 12 de novembro de 2016  |
|      | Lee Jung-su    | 1:23.747 min | Vancouver      | 20 de fevereiro de 2010 |

Os seguintes recordes mundiais e/ou olímpicos foram estabelecidos durante esta competição:
| Tipo             | Atleta          | Tempo        | Local       | Data                    | Ref   |
| ---------------- | --------------- | ------------ | ----------- | ----------------------- | ----- |
| Recorde olímpico | Charles Hamelin | 1:23.407 min | PyeongChang | 17 de fevereiro de 2018 | [ 2 ] |

## Resultados

### Eliminatórias
| Pos. | Bateria | Atleta                     | Tempo     | Notas |
| ---- | ------- | -------------------------- | --------- | ----- |
| 1    | 1       | USA John-Henry Krueger     | 1:25.913  | Q     |
| 2    | 1       | GBR Farrell Treacy         | 1:26.762  | Q     |
| 3    | 1       | JPN Ryosuke Sakazume       | DNF       | ADV   |
| 5    | 1       | HUN Shaoang Liu            | 9:99.99 ! | PEN   |
| 1    | 2       | KOR Lim Hyo-jun            | 1:23.971  | Q     |
| 2    | 2       | JPN Kazuki Yoshinaga       | 1:24.030  | Q     |
| 3    | 2       | CAN Charle Cournoyer       | 1:24.051  |       |
| 4    | 2       | NED Daan Breeuwsma         | 1:24.429  |       |
| 1    | 3       | CAN Samuel Girard          | 1:23.894  | Q     |
| 2    | 3       | OAR Semion Elistratov      | 1:23.979  | Q     |
| 3    | 3       | JPN Keita Watanabe         | 1:24.078  |       |
| 4    | 3       | KAZ Nurbergen Zhumagaziyev | 1:24.271  |       |
| 1    | 4       | NED Sjinkie Knegt          | 1:23.823  | Q     |
| 2    | 4       | FRA Thibaut Fauconnet      | 1:24.381  | Q     |
| 3    | 4       | LAT Roberts Zvejnieks      | 1:26.408  | ADV   |
| 5    | 4       | CHN Ren Ziwei              | 9:99.99 ! | PEN   |
| 1    | 5       | CAN Charles Hamelin        | 1:23.407  | Q     |
| 2    | 5       | CHN Wu Dajing              | 1:23.463  | Q     |
| 3    | 5       | FRA Sébastien Lepape       | 1:23.489  |       |
| 4    | 5       | OAR Aleksandr Shulginov    | 1:31.133  |       |
| 1    | 6       | NED Itzhak de Laat         | 1:24.639  | Q     |
| 2    | 6       | KOR Seo Yi-ra              | 1:24.734  | Q     |
| 3    | 6       | ITA Tommaso Dotti          | 1:25.369  |       |
| 5    | 6       | CHN Han Tianyu             | 9:99.99 ! | PEN   |
| 1    | 7       | KOR Hwang Dae-heon         | 1:24.457  | Q     |
| 2    | 7       | ITA Yuri Confortola        | 1:25.297  | Q     |
| 3    | 7       | GBR Josh Cheetham          | 1:26.223  |       |
| 5    | 7       | ISR Vladislav Bykanov      | 9:99.99 ! | PEN   |
| 1    | 8       | HUN Sándor Liu Shaolin     | 1:31.547  | Q     |
| 2    | 8       | LAT Roberto Puķītis        | 1:31.635  | Q     |
| 3    | 8       | USA J. R. Celski           | 1:31.812  |       |
| 5    | 8       | OAR Pavel Sitnikov         | 9:99.99 ! | PEN   |

### Quartas de final
| Pos. | Bateria | Atleta                 | Tempo     | Notas |
| ---- | ------- | ---------------------- | --------- | ----- |
| 1    | 1       | KOR Seo Yi-ra          | 1:24.053  | Q     |
| 2    | 1       | KOR Lim Hyo-jun        | 1:24.095  | Q     |
| 3    | 1       | FRA Thibaut Fauconnet  | 1:24.344  |       |
| 5    | 1       | KOR Hwang Dae-heon     | 9:99.99 ! | PEN   |
| 1    | 2       | CAN Samuel Girard      | 1:24.289  | Q     |
| 2    | 2       | ITA Yuri Confortola    | 1:24.383  | Q     |
| 3    | 2       | NED Itzhak de Laat     | 1:24.423  |       |
| 4    | 2       | JPN Kazuki Yoshinaga   | 1:24.649  |       |
| 1    | 3       | OAR Semion Elistratov  | 1:23.893  | Q     |
| 2    | 3       | JPN Ryosuke Sakazume   | 1:24.099  | Q     |
| 3    | 3       | USA John-Henry Krueger | 1:24.598  | ADV   |
| 4    | 3       | GBR Farrell Treacy     | 1:25.080  |       |
| 5    | 3       | NED Sjinkie Knegt      | 9:99.99 ! | PEN   |
| 1    | 4       | HUN Sándor Liu Shaolin | 1:24.012  | Q     |
| 2    | 4       | CAN Charles Hamelin    | 1:24.015  | Q     |
| 3    | 4       | LAT Roberto Puķītis    | 1:24.022  |       |
| 4    | 4       | LAT Roberts Zvejnieks  | 1:24.306  |       |
| 5    | 4       | CHN Wu Dajing          | 9:99.99 ! | PEN   |

### Semifinais
| Pos. | Bateria | Atleta                 | Tempo      | Notas |
| ---- | ------- | ---------------------- | ---------- | ----- |
| 1    | 1       | KOR Lim Hyo-jun        | 1:26.463   | QA    |
| 2    | 1       | HUN Sándor Liu Shaolin | 1:26.488   | QA    |
| 3    | 1       | ITA Yuri Confortola    | 1:26.626   | QB    |
| 4    | 1       | OAR Semion Elistratov  | 1:26.773   | QB    |
| 1    | 2       | USA John-Henry Krueger | 1:24.187   | QA    |
| 2    | 2       | KOR Seo Yi-ra          | 1:24.252   | QA    |
| 3    | 2       | JPN Ryosuke Sakazume   | 1:24.317   | QB    |
| 4    | 2       | CAN Samuel Girard      | 1:25.102   | ADV   |
| 5    | 2       | CAN Charles Hamelin    | 9:99.999 ! | PEN   |

### Final B
| Pos. | Atleta                | Tempo    | Notas |
| ---- | --------------------- | -------- | ----- |
| 5    | JPN Ryosuke Sakazume  | 1:27.522 |       |
| 6    | OAR Semion Elistratov | 1:27.621 |       |
| 7    | ITA Yuri Confortola   | 1:27.712 |       |

### Final A
| Pos. | Atleta                 | Tempo     | Notas |
| ---- | ---------------------- | --------- | ----- |
| 1    | CAN Samuel Girard      | 1:24.650  |       |
| 2    | USA John-Henry Krueger | 1:24.864  |       |
| 3    | KOR Seo Yi-ra          | 1:31.619  |       |
| 4    | KOR Lim Hyo-jun        | 1:33.312  |       |
| 8    | HUN Sándor Liu Shaolin | 9:59.99 ! | PEN   |

Legenda
| Recorde mundial      | Recorde mundial (World record)               |                       | Recorde africano                      | Recorde africano (African) |                                           | Q | Classificado por posição (Qualified) |
| Recorde olímpico     | Recorde olímpico (Olympic record)            | Recorde da América    | Recorde da América (Americas)         | q                          | Classificado por melhor tempo (Qualified) |   |                                      |
| Melhor marca do ano  | Melhor marca do ano (World leading)          | Recorde asiático      | Recorde asiático (Asian)              | DNS                        | Não largou (Did not start)                |   |                                      |
| Recorde nacional     | Recorde nacional (National record)           | Recorde europeu       | Recorde europeu (European)            | DNF                        | Não terminou (Did not finish)             |   |                                      |
| Recorde pessoal      | Recorde pessoal do atleta (Personal best)    | Recorde da Oceania    | Recorde da Oceania (Oceania)          | DSQ / DQ                   | Desclassificado (Disqualified)            |   |                                      |
| Recorde da temporada | Recorde da temporada do atleta (Season best) | Recorde sul-americano | Recorde sul-americano (South America) | NM                         | Sem marca (No mark)                       |   |                                      |

### Patinação de velocidade
| Recorde de pista | Recorde da pista (Track record)               |  |  |
| QA               | Classificado para a final A                   |  |  |
| QB               | Classificado para a final B                   |  |  |
| ADV              | Classificado após decisão arbitral (Advanced) |  |  |
| PEN              | Pênalti                                       |  |  |
| YC               | Cartão amarelo (Yellow Card)                  |  |  |